# Théorème de Wilson
Pour les articles homonymes, voir Wilson.
En mathématiques, plus précisément en arithmétique élémentaire, le théorème de Wilson énonce qu'un entier p plus grand que 1 est premier si et seulement si la factorielle de p – 1 est congrue à –1 modulo p. Cette caractérisation des nombres premiers est assez anecdotique et ne constitue pas un test de primalité efficace. Son principal intérêt réside dans son histoire et dans la relative simplicité de son énoncé et de ses démonstrations.

## Énoncé et exemples

### Énoncé
Théorème de Wilson — Un entier p strictement plus grand que 1 est un nombre premier si et seulement s'il divise (p – 1)! + 1, c'est-à-dire si et seulement si :
Ici, le symbole « ! » désigne la fonction factorielle et le symbole « . ≡ . (mod .) » désigne la congruence sur les entiers.

### Exemples
- Si p est égal à 2, alors (p – 1)! + 1 est égal à 2, un multiple de 2.
- Si p est égal à 3, alors (p – 1)! + 1 est égal à 3, un multiple de 3.
- Si p est égal à 4, alors (p – 1)! + 1 est égal à 7 qui n'est pas multiple de 4.
- Si p est égal à 5, alors (p – 1)! + 1 est égal à 25, un multiple de 5.
- Si p est égal à 6, alors (p – 1)! + 1 est égal à 121 qui n'est pas multiple de 6.
- Si p est égal à 17, alors (p – 1)! + 1 est égal à 20 922 789 888 001, un multiple de 17 car 17 × 1 230 752 346 353 = 20 922 789 888 001.

### Une application simple
Si p est congru à 1 modulo 4, c'est-à-dire si p – 1 est divisible par 4, alors –1 est un carré dans le corps fini Fp à p éléments. Le théorème de Wilson permet d'en donner une racine carrée explicite, à savoir
{\displaystyle r=1\cdot 2\cdots {\frac {p-3}{2}}\cdot {\frac {p-1}{2}}=q!}, où {\displaystyle q={\frac {p-1}{2}}}.
En effet, on commence par écrire dans Fp :
{\displaystyle -1=(p-1)!=1\cdot 2\cdots (q-1)\cdot q\times (q+1)\cdot (q+2)\cdots (2q)}.
En remarquant que {\displaystyle q+1=-q}, {\displaystyle q+2=-(q-1)}, etc., il vient :
{\displaystyle -1=1\cdot 2\cdots (q-1)\cdot q\times (-1)q\cdot (-1)(q-1)\cdots (-2)\cdot (-1)=(-1)^{q}q!^{2}}.
(On peut aussi arguer que (p – 1)! est le produit de tous les éléments non nuls de Fp, ensemble que l'on peut aussi décrire comme {\displaystyle \{\pm 1,\pm 2,\dots ,\pm q\}}.) Pour conclure, il suffit de remarquer que par hypothèse q est pair, de sorte que –1 = q!2 = r2.

## Histoire
Le premier texte actuellement connu à faire référence à ce résultat est dû au mathématicien arabe Alhazen (965-1039),. Ce théorème est connu à partir du XVIIe siècle en Europe. Gottfried Wilhelm Leibniz (1646-1716) fait référence à ce résultat sans le démontrer. John Wilson redécouvre ce qu'il croit être une conjecture et en partage la découverte avec son professeur Edward Waring, qui publie cette conjecture en 1770,.
Joseph-Louis Lagrange en présente deux premières démonstrations en 1771, puis Leonhard Euler une troisième en 1773. Utilisant les notations de l'arithmétique modulaire, Carl Friedrich Gauss (1777-1855) reformule la démonstration d'Euler et en donne une quatrième.

## Démonstrations
Tout d'abord, si p est un nombre composé, il possède un diviseur d tel que 1 < d < p ; alors, (p – 1)! est divisible par d donc (p – 1)! + 1 ne l'est pas et a fortiori, (p – 1)! + 1 ≢ 0 (mod p). En fait, on peut montrer que si p (composé) est différent de 4 alors (p – 1)! est même divisible par p. En effet, p s'écrit alors ab avec 2 ≤ a ≤ b (avec au moins une de ces inégalités stricte puisque p ≠ 4) et p = ab ≥ 2b ≥ a + b (avec une de ces inégalités stricte) donc p > a + b, si bien que (p – 1)! est divisible par (a + b)!, lui-même divisible par a!b! donc par ab.
Passons à la réciproque. On suppose p premier. L'anneau ℤ/pℤ est alors un corps commutatif, c'est-à-dire que modulo p, les classes de congruence de 1, 2, … , p – 1 sont inversibles (il s'agit juste de l'identité de Bézout). On note ce corps Fp. Les démonstrations ci-dessous reprennent le principe des quatre démonstrations historiques, mais sont présentées avec la notation « moderne » (introduite par Gauss) des congruences.

### Démonstrations de Lagrange
- Lagrange[7] utilise d'abord le polynôme{\displaystyle P(x)=(x+1)(x+2)\cdots (x+p-1).}Il le développe et détermine ses coefficients de proche en proche en utilisant la propriété{\displaystyle (x+1)P(x+1)=(x+p)P(x).}Il démontre alors, de proche en proche, que, lorsque p est premier, tous les coefficients — à l'exception du premier qui vaut 1 et du dernier qui vaut (p – 1)! — sont multiples de p.
Puis, utilisant toujours la même égalité, il observe que le dernier coefficient multiplié par p – 1 est égal à la somme de tous les autres et en déduit que (p – 1)! + 1 est multiple de p.
- Après avoir remarqué que le petit théorème de Fermat se déduit aussi de ces calculs, il montre qu'inversement, ce théorème fournit « une autre démonstration de celui de M. Wilson beaucoup plus simple », en exprimant de deux façons la (p – 1)-ième différence finie de la suite 1p–1, 2p–1, … , pp–1[13], puis en appliquant le théorème de Fermat et la formule du binôme :{\displaystyle (p-1)!=\sum _{i=0}^{p-1}(-1)^{i}{\binom {p-1}{i}}(p-i)^{p-1}{\underset {\pmod {p}}{\equiv }}\sum _{i=1}^{p-1}(-1)^{i}{\binom {p-1}{i}}=(1-1)^{p-1}-1=-1.}

Remarque
Lagrange remarque de plus que pour tout entier n impair, {\displaystyle (n-1)!\equiv (-1)^{\frac {n-1}{2}}\left(1.2.3\dots {\frac {n-1}{2}}\right)^{2}{\pmod {n}}}, ce qui, joint au théorème de Wilson, prouve que pour tout nombre premier impair p,{\displaystyle {\text{si }}{\frac {p-1}{2}}{\text{ est pair alors}}-1\equiv \left(1.2.3\dots {\frac {p-1}{2}}\right)^{2}{\pmod {p}}.}Ainsi, –1 est un carré modulo p si (et seulement si) p ≡ 1 mod 4. C'est la première loi complémentaire de la loi de réciprocité quadratique. Elle joue un rôle central dans le théorème des deux carrés.

### Démonstration d'Euler
Euler utilise le fait que le groupe multiplicatif Fp* est cyclique, c'est-à-dire engendré par une classe a particulière, ce qui revient à dire que les p – 1 premières puissances de a (quand l'exposant varie de 0 à p – 2) forment les éléments de ce groupe. En faisant leur produit on a donc :
où l'exposant n se calcule comme somme d'une suite arithmétique :
Le nombre premier p peut être supposé impair (car pour p = 2 le théorème se vérifie directement). Ainsi, p – 1 ne divise pas n, tandis qu'il divise 2n. Autrement dit, an est d'ordre 2. Or dans le corps Fp, les racines du polynôme X2 – 1 = (X – 1)(X + 1) sont 1 et –1, donc an = –1.
Gauss rédige cette démonstration dans un contexte plus général, montrant ainsi que modulo un nombre p non nécessairement premier, le produit des puissances d'un inversible a vaut 1 ou –1, selon la parité de l'ordre multiplicatif de a.

### Démonstration de Gauss
Le principe, emprunté à Euler, consiste à éliminer, dans le produit des p – 1 éléments de Fp*, chaque produit d'un élément par son inverse, à l'exception des éléments qui sont leur propre inverse : 1 et –1. Lorsqu'on élimine, dans le produit, les paires d'inverses mutuels dont le produit vaut 1, il reste donc uniquement ces deux classes particulières, d'où

### Démonstration de Petr
Le mathématicien tchèque Karel Petr a donné en 1905 une démonstration géométrique du théorème. Il considère tous les polygones dont les sommets sont les p sommets d'un polygone convexe régulier donné, p un nombre premier. Il y en a (p – 1)! Parmi eux, p – 1 sont réguliers. Petr montre que les autres sont isométriques p à p, donc que leur nombre est un multiple entier de p, qu'il note Np. Donc (p – 1)! est égal à p – 1 + Np, autrement dit (p – 1)! est égal à –1 à un multiple de p près : c'est le théorème de Wilson.

## Généralisations
- Par récurrence sur {\displaystyle k} (avec {\displaystyle 1\leqslant k\leqslant p}, le cas de base étant le théorème de Wilson), on déduit la formule plus générale  : {\displaystyle (p-k)!(k-1)!\equiv (-1)^{k}{\pmod {p}},} d’où le résultat pour les coefficients binomiaux (avec {\displaystyle 0\leqslant k\leqslant p-1})[17] : {\displaystyle {\frac {(p-1)!}{k!(p-k-1)!}}={p-1 \choose k}\equiv (-1)^{k}{\pmod {p}}}.

- Dans un groupe abélien fini noté multiplicativement, le produit des éléments est égal au neutre, sauf s'il existe exactement un élément d'ordre 2, auquel cas le produit est égal à cet élément[17].

En particulier :
- le produit des éléments non nuls du corps fini Fpn est toujours égal à –1 (qui vaut 1 si {\displaystyle p} = 2) ;
- pour tout entier {\displaystyle n\geqslant 2} , le produit des entiers compris entre 1 et {\displaystyle n} et premiers avec {\displaystyle n} est congru à –1 modulo {\displaystyle n} si {\displaystyle n} = 4, ou si {\displaystyle n} est une puissance d'un nombre premier impair, ou le double d'une telle puissance, et ce produit est congru à 1 sinon[18].